# Aanbesteding
Een aanbesteding is een inkoopmethode waarbij een opdrachtgever een voorgenomen opdracht bekendmaakt. In de bekendmaking staat een programma van eisen waarin de eisen staan beschreven die de opdrachtgever aan het product of de dienst stelt. Aanbieders kunnen zich inschrijven op de aanbesteding door een offerte in te dienen. In de offertes staat in de regel onder andere voor welke prijs en overige voorwaarden de aanbieder de uitvoering van de opdracht aanbiedt. Daarnaast kan de opdrachtgever van aanbieders vragen om in de offerte op de kwalitatieve aspecten van de uitvoering van de opdracht in te gaan. Op een vooraf bepaalde datum sluit de inschrijving. Daarna selecteert de opdrachtgever de aanbieder die de opdracht krijgt op basis van de vooraf opgestelde criteria, bijvoorbeeld de laagste prijs/kosten of de beste prijs-kwaliteitverhouding. Het verlenen van de opdracht wordt in de context van een aanbesteding gunning genoemd.
Het doel van het aanbestedingsbeleid is tweeledig: zowel om concurrentie tussen de aanbieders te stimuleren, als om alle geïnteresseerde partijen een gelijke kans te geven de opdracht te verkrijgen.

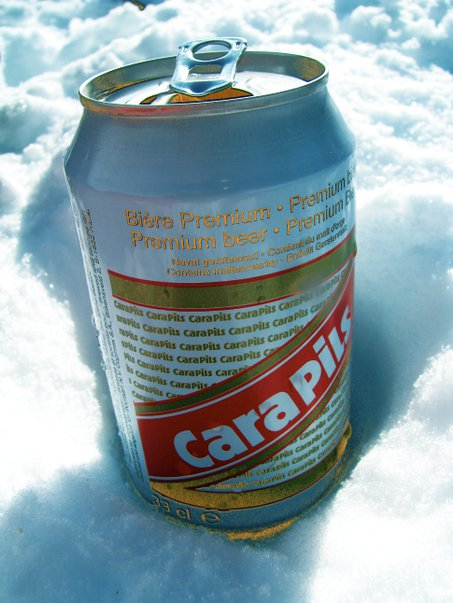
Supermarktketen Colruyt schrijft periodiek een lastenboek uit met ingrediënten en verhoudingen voor de productie van Cara Pils. De brouwer die de beste voorwaarden kan aanbieden, krijgt de kans om het bier te produceren.

## Algemeen
De opdracht kan zijn (een combinatie van):
- een 'werk', bijvoorbeeld het bouwen van een fysiek bouwkundig of civieltechnisch object zoals gebouw of tunnel, doorgaans op basis van een bestek;
- een 'dienst', bijvoorbeeld het uitvoeren van een verhuizing, het verlenen van juridisch advies of het uitvoeren van een ingenieursopdracht;
- een 'levering', bijvoorbeeld het leveren van (een partij) goederen, bijvoorbeeld koffieautomaten of auto's.

Indien een opdrachtgever kiest voor het inkopen van een opdracht middels een aanbesteding gaat het meestal om relatief grote opdrachten. Bij kleinere opdrachten wordt meestal een beperkt aantal leveranciers of aannemers uitgenodigd om een offerte te doen. Dit noemt men wel 'onderhands aanbesteden'. 
Aanbestedingen worden vooral - maar niet uitsluitend - door overheidsinstanties toegepast. Daarvoor zijn voornamelijk twee redenen:
- Overheidsinstanties verlenen vaak grotere opdrachten (bijvoorbeeld wegenaanleg);
- Overheidsinstanties kwalificeren vaak als 'aanbestedende dienst' in de zin van de vigerende aanbestedingswetgeving en zijn daardoor verplicht aan te besteden en hebben zich te houden aan beginselen als het gelijk behandelen van ondernemers en het betrachten van transparantie.

## Wetgeving in Europa
De aanbestedingsrichtlijnen liggen vast in wetgeving afkomstig van de Europese Unie. Deze richtlijnen zijn vertaald in nationale wetgeving, die daar in sommige gevallen een nadere invulling aan geven. Naast een richtlijn over "klassieke aanbestedingssectoren" (de klassieke richtlijn, 2014/24/EU) bestaat er een richtlijn "speciale sectoren" (2014/25/EU) voor opdrachtgevers in de water- en energievoorziening, in het vervoer en in postdiensten (nutssectoren) en een richtlijn voor het gunnen van concessieopdrachten (2014/23/EU).
De Europese wetgeving op het aanbesteden is van toepassing op organisaties die kwalificeren als 'aanbestedende dienst'. Dat zijn vooral organen van publiekrechtelijke aard die met gemeenschapsgeld handelen en/of onder overheidstoezicht functioneren. Daaronder vallen in Nederland de gemeenten, provincies, waterschappen, het rijk en ook nutsbedrijven en andere sociaal maatschappelijke ondernemingen die onder overheidstoezicht vallen of met gemeenschapsgeld hun activiteiten ondernemen, zoals zorginstellingen en universiteiten.

## Openbare aanbesteding

### De wet op de overheidsopdrachten in België
In België zijn alle administratieve overheden (waaronder gemeenten en de federale overheid) aanbestedingsplichtig. De aanbestedingsplicht is vastgelegd in de Wet op de overheidsopdrachten. Deze wet verplicht de overheid om voor elke opdracht de vrije concurrentie te laten spelen. De wet op de overheidsopdrachten bevat een aantal procedures die ervoor zorgen dat de concurrentie tussen de bedrijven zo veel mogelijk kan spelen.

### Wetgeving in Nederland
Per 1 april 2013 is nieuwe aanbestedingsregelgeving van kracht geworden: Aanbestedingswet 2012. De Aanbestedingswet 2012 bestaat uit vier delen:
- Deel 1. Algemene bepalingen
- Deel 2. Overheidsopdrachten, prijsvragen voor overheidsopdrachten en concessieopdrachten voor openbare werken
- Deel 3. Speciale sectoropdrachten en prijsvragen voor speciale sectoropdrachten
- Deel 4. Overige bepalingen

De Aanbestedingswet 2012 is een vertaling van de richtlijnen. Voordat deze van kracht werd waren deze vertaald in het Besluit Aanbestedingsregels voor Overheidsopdrachten (BAO) en het Besluit Aanbestedingsregels Speciale Sectoren (BASS). Onlosmakelijk aan de Aanbestedingswet 2012 verbonden is de Gids Proportionaliteit. In het geval van opdrachten voor werken wordt het Aanbestedingsreglement Werken (ARW 2016) gebruikt.

### Soorten aanbestedingen in België volgens de wetgeving geldig tot en met 29 juni 2017
- openbare aanbesteding: de opdracht wordt openbaar gemaakt. De opdracht wordt toegewezen aan de inschrijver met de laagste offerte.
- algemene offerteaanvraag: de opdracht wordt openbaar gemaakt. De opdracht wordt toegewezen aan de inschrijver met de voordeligste offerte (dit is de offerte die het best beantwoordt aan vooraf vastgelegde criteria, bijvoorbeeld kwaliteit, prijs en uitvoeringstermijn).
- beperkte aanbesteding: de opdracht wordt aangekondigd, waarna partijen zich kunnen inschrijven. Daarna selecteert de overheid minimaal 5 kandidaten, die worden uitgenodigd om een offerte in te dienen. De opdracht wordt toegewezen aan de inschrijver met de laagste offerte.
- beperkte offerteaanvraag: de opdracht wordt aangekondigd, waarna partijen zich kunnen inschrijven. Daarna selecteert de overheid minimaal 5 kandidaten, die worden uitgenodigd om een offerte in te dienen. De opdracht wordt toegewezen aan de inschrijver met de voordeligste offerte (dit is de offerte die het best beantwoordt aan vooraf vastgelegde criteria, bijvoorbeeld kwaliteit en prijs).
- onderhandelingsprocedure met bekendmaking: de opdracht wordt aangekondigd, waarna partijen zich kunnen inschrijven. Daarna selecteert de overheid minimaal 3 kandidaten, die worden uitgenodigd om een offerte in te dienen. De overheid kan onderhandelen over de voorwaarden met de verschillende concurrenten.
- onderhandelingsprocedure zonder bekendmaking: de overheid vraagt minimaal drie inschrijvers een offerte in te dienen. De overheid kan onderhandelen over de voorwaarden met de verschillende concurrenten.

### Soorten aanbestedingen in België volgens de wetgeving geldig vanaf 30 juni 2017
Het onderscheid tussen 'aanbesteding' en 'offerteaanvraag' wordt niet meer gemaakt in de algemene wetgeving overheidsopdrachten (wel nog in de specifieke wet die geldt voor defensie-uitgaven).
- openbare procedure: de opdracht wordt bekendgemaakt en, voor zover zij voldoen aan een aantal vereisten, mogen alle ondernemers een offerte indienen. De opdracht wordt toegewezen aan de inschrijver met de voor de aanbesteder economisch gunstigste offerte, gekozen op basis van een of meer vooraf vastgelegde gunningscriteria, zoals de aankoopprijs, life cycle cost, kwaliteitskenmerken,...).
- niet-openbare procedure: de opdracht wordt bekendgemaakt, maar enkel geselecteerde ondernemers mogen een offerte indienen. Daartoe moeten zij eerst een aanvraag tot deelneming (of selectiedossier) overmaken. De aanbesteder selecteert minimum 5 kandidaten, op basis van vooraf vastgelegde en bekendgemaakte selectiecriteria (die garanties met betrekking tot de ondernemer inhouden, zoals bewijzen van financiële en economische draagkracht en bewijzen van bekwaamheid). De opdracht wordt toegewezen aan de inschrijver met de voor de aanbesteder economisch gunstigste offerte, gekozen op basis van een of meer vooraf vastgelegde gunningscriteria, zoals de aankoopprijs, life cycle cost, kwaliteitskenmerken,...).

Deze procedures laten geen onderhandeling toe en mogen altijd gebruikt worden.
Procedures die wel onderhandeling toelaten zijn:
- onderhandelingsprocedure met voorafgaande oproep tot mededinging: de opdracht wordt bekendgemaakt, maar enkel geselecteerde ondernemers mogen een offerte indienen. Daartoe moeten zij eerst een aanvraag tot deelneming (of selectiedossier) overmaken. De aanbesteder selecteert minimum 3 kandidaten, op basis van vooraf vastgelegde en bekendgemaakte selectiecriteria (die garanties met betrekking tot de ondernemer inhouden, zoals bewijzen van financiële en economische draagkracht en bewijzen van bekwaamheid). Er kan over de inhoud van de offertes onderhandeld worden in een of meerdere onderhandelingsrondes. De opdracht wordt toegewezen aan de inschrijver die de economisch gunstigste finale offerte indiende. Het gebruik van deze procedure is aan beperkingen onderworpen.
- vereenvoudigde onderhandelingsprocedure met voorafgaande oproep tot mededinging: de opdracht wordt bekendgemaakt en, voor zover zij voldoen aan een aantal vereisten, mogen alle ondernemers een offerte indienen. Er kan over de inhoud van de offertes onderhandeld worden in een of meerdere onderhandelingsrondes. De opdracht wordt toegewezen aan de inschrijver die de economisch gunstigste finale offerte indiende. Deze procedure is enkel toegestaan voor opdrachten met een relatief lage waarde, die buiten het toepassingsgebied van de Europese richtlijn vallen.
- mededingingsprocedure met onderhandeling (klassiek sectoren) of onderhandelingsprocedure zonder voorafgaande oproep tot mededinging (speciale sectoren): de opdracht wordt niet bekendgemaakt. De aanbesteder kiest een aantal ondernemingen, die toegang krijgen tot de opdrachtdocumenten. Er kan over de inhoud van de offertes onderhandeld worden in een of meerdere onderhandelingsrondes. De opdracht wordt toegewezen aan de inschrijver die de economisch gunstigste finale offerte indiende. Het gebruik van deze procedure is voor de aanbesteders uit de klassieke sectoren aan strikte beperkingen onderworpen.

Procedures die mogen ingezet worden in situaties waar het opmaken van sluitende technische specificaties moeilijk of onmogelijk is, zijn:
- concurrentiegerichte dialoog: de opdracht wordt bekendgemaakt en ondernemingen mogen voorstellen indienen, om een omschreven probleem op te lossen. De aanbesteder onderhandelt met verschillende ondernemers over de door hen voorgestelde oplossing, waarbij deelnemers met minder geschikte oplossingen uitgeschakeld worden. Wanneer een of meerdere mogelijke oplossingen blijken te voldoen aan de vereisten van de aanbesteder, dienen de overblijvende ondernemingen een offerte in. De opdracht wordt toegewezen aan de inschrijver met de economisch gunstigste offerte.
- innovatiepartnerschap: specifieke procedure voor de ontwikkeling van nieuwe technologieën, in functie van een behoefte van de aanbesteder.

### Soorten aanbestedingen in Nederland
- openbare aanbesteding: deze wordt algemeen bekendgemaakt en iedereen kan een inschrijving doen.
- niet-openbare aanbesteding: deze wordt aangekondigd, waarna partijen zich kunnen presenteren middels een bidbook, daarna volgt een selectie, waarbij minimaal 5 partijen geselecteerd worden. Deze partijen krijgen een bestek en doen een inschrijving, waarna de opdracht gegund wordt.
- concurrentie gerichte dialoog (CGD): de opdracht wordt aangekondigd, waarna partijen zich kunnen presenteren, daarna volgt een selectie, waarbij minimaal 3 partijen geselecteerd worden. Deze partijen worden uitgenodigd voor de dialoog. Na afronding van de dialoog krijgen de overgebleven partijen een bestek en doen een inschrijving, waarna de opdracht gegund wordt. Toepassing van de CGD kan alleen bij projecten die voldoen aan de instapcriteria.
- onderhandelingsprocedure met bekendmaking: de opdracht wordt aangekondigd, waarna partijen zich kunnen presenteren. Daarna selecteert de aanbestedende dienst minimaal 3 kandidaten, die worden uitgenodigd om een offerte in te dienen. De aanbestedende dienst kan onderhandelen over de voorwaarden met de verschillende concurrenten. Toepassing van de onderhandelingsprocedure kan alleen wanneer aan bepaalde voorwaarden wordt voldaan.
- onderhandelingsprocedure zonder bekendmaking: de overheid vraagt minimaal drie inschrijvers een offerte in te dienen. De overheid kan onderhandelen over de voorwaarden met de verschillende concurrenten. Toepassing van de onderhandelingsprocedure kan alleen wanneer aan bepaalde voorwaarden wordt voldaan.
- onderhandse aanbesteding: hierbij is de inschrijving mogelijk op uitnodiging voor ten minste 2 en maximaal 5 daartoe uitgenodigde partijen.
- enkelvoudige uitnodiging: in onderling overleg wordt overeenstemming bereikt over de prijs en de te leveren prestatie tussen opdrachtgever en één inschrijvende partij.

## Drempelwaarden
De drempelwaarden voor Europese aanbestedingen zijn:
| Categorie                               | Drempel 2020-2021 | Drempel 2018-2019 | Drempel 2016-2017 | Drempel 2014-2015 | Drempel 2012-2013 | Drempel 2010-2011 | Drempel 2008-2009 | Drempel 2006-2007 |
| --------------------------------------- | ----------------- | ----------------- | ----------------- | ----------------- | ----------------- | ----------------- | ----------------- | ----------------- |
| Werken                                  | € 5.350.000       | € 5.548.000       | € 5.225.000       | € 5.186.000       | € 5.000.000       | € 4.845.000       | € 5.150.000       | € 5.278.000       |
| Leveringen centrale overheid            | € 139.000         | € 144.000         | € 135.000         | € 134.000         | € 130.000         | € 125.000         | € 133.000         | € 137.000         |
| Leveringen decentrale overheid          | € 214.000         | € 221.000         | € 209.000         | € 207.000         | € 200.000         | € 193.000         | € 206.000         | € 211.000         |
| Diensten centrale overheid              | € 139.000         | € 144.000         | € 135.000         | € 134.000         | € 130.000         | € 125.000         | € 133.000         | € 137.000         |
| Diensten decentrale overheid            | € 214.000         | € 221.000         | € 209.000         | € 207.000         | € 200.000         | € 193.000         | € 206.000         | € 211.000         |
| Leveringen & diensten Speciale Sectoren | € 428.000         | € 443.000         | € 418.000         | € 414.000         | € 400.000         | € 387.000         | € 412.000         | € 422.000         |

Dit betekent dat de werken-drempel altijd hetzelfde is. Dat geldt niet voor de drempels voor leveringen en voor diensten. Voor zogenaamde 'sociale en specifieke diensten' geldt een separaat drempelbedrag. 
Boven de toepasselijke drempelwaarde is de aanbestedende overheid verplicht om gebruik te maken van de door de Europese Richtlijn voorgeschreven procedures, tenzij de richtlijn een uitzonderingsgrond bevat.

## Gunningscriteria en selectiecriteria
Bij aanbestedingen worden selectiecriteria gebruikt om te kijken welke bedrijven de opdracht zouden kunnen uitvoeren, dat wil zeggen daartoe (het best) in staat zijn. Selectiecriteria zien dus op de geschiktheid van het bedrijf als leverancier, dienstverlener of aannemer. Gunningcriteria zijn niet gericht op kenmerken van de inschrijvende bedrijven, maar op kenmerken van de offerte. 
Selectiecriteria zijn onder andere:
- omzet (vaak wordt een omzeteis gesteld dat een bedrijf in de afgelopen jaren, bijvoorbeeld 3 jaar, een bepaalde minimum omzet heeft behaald);
- het ondertekenen van een verklaring rechtmatigheid inschrijving (een zogenaamd model-K verklaring), dit wordt sinds de bouwfraude gebruikt om de eigenaren of bestuursvoorzitters van bedrijven persoonlijk verantwoordelijk te kunnen stellen als blijkt dat er ongeoorloofd met andere inschrijvers is overlegd;
- afwezigheid van juridische antecedenten door een bedrijf of eigenaren daarvan (zie Wet Bibob)
- ervaringen van het bedrijf met vergelijkbare opdrachten
- financiële draagkracht of solvabiliteit
- kwantiteit en/of kwaliteit van het personeelsbestand van een bedrijf
- het beschikken over bepaalde technische hulpmiddelen (bijvoorbeeld machines) door het inschrijvende bedrijf

Mogelijke subgunningscriteria om de economisch meest voordelige inschrijving (EMVI) te bepalen zijn onder meer:
- prijs
- kosten: dit is breder dan sec de prijs
- kwaliteit van de aangeboden goederen of diensten
- leveringsvoorwaarden (bijvoorbeeld leveringstermijn)
- voldoen aan extra kwaliteitscriteria of wensen, bijvoorbeeld milieucriteria of aanbieden van stageplaatsen of plaatsen voor werklozen

In een niet-openbare procedure worden eerst de selectiecriteria toegepast (waarmee dan bijvoorbeeld de vijf beste bedrijven worden geselecteerd). In een later stadium, nadat de geselecteerde bedrijven een offerte hebben ingediend, worden de gunningscriteria toegepast op die offertes. In een openbare procedure worden beide typen criteria op één moment toegepast. Voor selectiecriteria kunnen in een openbare procedure geen "punten" worden verdiend, de selectiecriteria kunnen in zo'n procedure dus alleen positief (een bedrijf voldoet eraan) of negatief (een bedrijf voldoet er niet aan) worden beoordeeld. Bij een niet-openbare procedure krijgen bedrijven in de regel wel punten voor de mate waarin voldaan wordt aan de selectiecriteria. Dit heet dan doorselectie en wordt enkel gebruikt om te bepalen welke gegadigden een offerte mogen indienen en welke niet en wordt dus niet gebruikt bij de gunning.
De aanbestedende dienst moet, bij toepassing van meer subgunningscriteria dan alleen de prijs of kosten, de relatieve weging van alle aspecten aangeven die worden meegenomen bij het bepalen van de economisch meest voordelige inschrijving: bijvoorbeeld 40% van de punten is te verdienen met het gunningssubcriterium "prijs", 60% van de punten is te verdienen met de mate waarin wordt voldaan aan kwaliteitsaspecten en extra prestaties.
Een andere methode is de methode Gunnen Op Waarde, waarbij de aanbesteder aangeeft hoeveel euro meerwaarde er maximaal op een kwaliteitsaspect (gunningssubcriterium) is te behalen; zie CROW publicatie 253.

## Jurisprudentie
Ondernemers kunnen bezwaar maken tegen het (vermeende) handelen of nalaten van een aanbestedende dienst in strijd met de vigerende aanbestedingswet en -regelgeving. Er worden in Nederland wekelijks enkele uitspraken op het gebied van het aanbestedingsrecht gepubliceerd.  Verschillende arresten van het Europees Hof van Justitie of de nationale rechter hebben een directe doorwerking in de aanbestedingsprocedures. 